# Space Channel 5: Part 2
Space Channel 5: Part 2 est un jeu vidéo de rythme développé par United Game Artists et édité par Sega, sorti sur Dreamcast (au Japon seulement) et sur PlayStation 2. Il est sorti au Japon le 14 février 2002 et en Europe le 12 février 2003. Il est la suite de Space Channel 5.

## Trame
Dans ce jeu, Ulala doit empêcher les mauvaises actions de Purge qui veut mettre en ruine les chaînes y compris le Channel 5 et obliger les gens à danser pour Purge ! Ça sera avec l'aide des anciens amis et nouveaux amis d'Ulala pour arrêter Purge et Shadow.

## Accueil
- Jeux vidéo Magazine : 16/20[1]

## Postérité
Un portage HD de Space Channel 5: Part 2 est inclus dans la compilation Dreamcast Collection, sortie le 25 février 2011 sur Xbox 360 et PC. Le 5 mars 2011, le jeu sort sur la plate-forme de distribution Steam. En octobre 2011, le jeu est publié sur le Xbox Live Arcade et le PlayStation Network.